# Christian Tiffert
Christian Tiffert (Halle an der Saale, 18 febbraio 1982) è un allenatore di calcio ed ex calciatore tedesco, di ruolo centrocampista.

## Carriera

### Club
Tiffert iniziò la carriera nelle giovanili dell’Hallescher FC e successivamente del Tennis Borussia Berlino, club con cui esordì tra i professionisti. Si mise in luce con la maglia dello VfB Stoccarda, dove collezionò oltre 130 presenze in Bundesliga e partecipò anche alle competizioni europee.
Dopo l’esperienza in Germania, si trasferì al Red Bull Salisburgo nella Bundesliga austriaca, per poi tornare in patria indossando le maglie di MSV Duisburg, 1. FC Kaiserslautern e VfL Bochum. Nel 2012 visse una parentesi nella Major League Soccer con i Seattle Sounders FC, prima di tornare in Germania, chiudendo la carriera da calciatore all’Erzgebirge Aue e infine al Hallescher FC.

### Nazionale
A livello internazionale, fu convocato nelle selezioni giovanili della Germania, disputando diverse partite con l’Under-18, l’Under-20 e l’Under-21.

### Allenatore
Terminata l'attività agonistica, ha intrapreso la carriera da allenatore nel Chemnitzer FC, prima come vice, poi come tecnico ad interim e infine come allenatore della prima squadra.

## Palmarès

### Club

#### Competizioni nazionali
- Bundesliga austriaca: 1

Salisburgo: 2006-2007